# Klein Heide
Klein Heide ist ein Ortsteil der Stadt Dannenberg (Elbe) in der Samtgemeinde Elbtalaue im Landkreis Lüchow-Dannenberg in Niedersachsen.
Das Dorf liegt 4 km südöstlich des Randes der Kernstadt Dannenberg auf einer Wurt auf ca. 15 m NN in der Jeetzelniederung; die Alte Jeetzel fließt rund 500 Meter westlich. Am Ort führt westlich die Kreisstraße 1 vorbei.
Als letzte Einwohnerzahl (wohl aus der Volkszählung 1987) wird im Wendland-Lexikon 49 angegeben. Im 19. Jh. waren es noch weit über 100 (z. B. im Jahr 1871: 142) gewesen.

## Bebauung

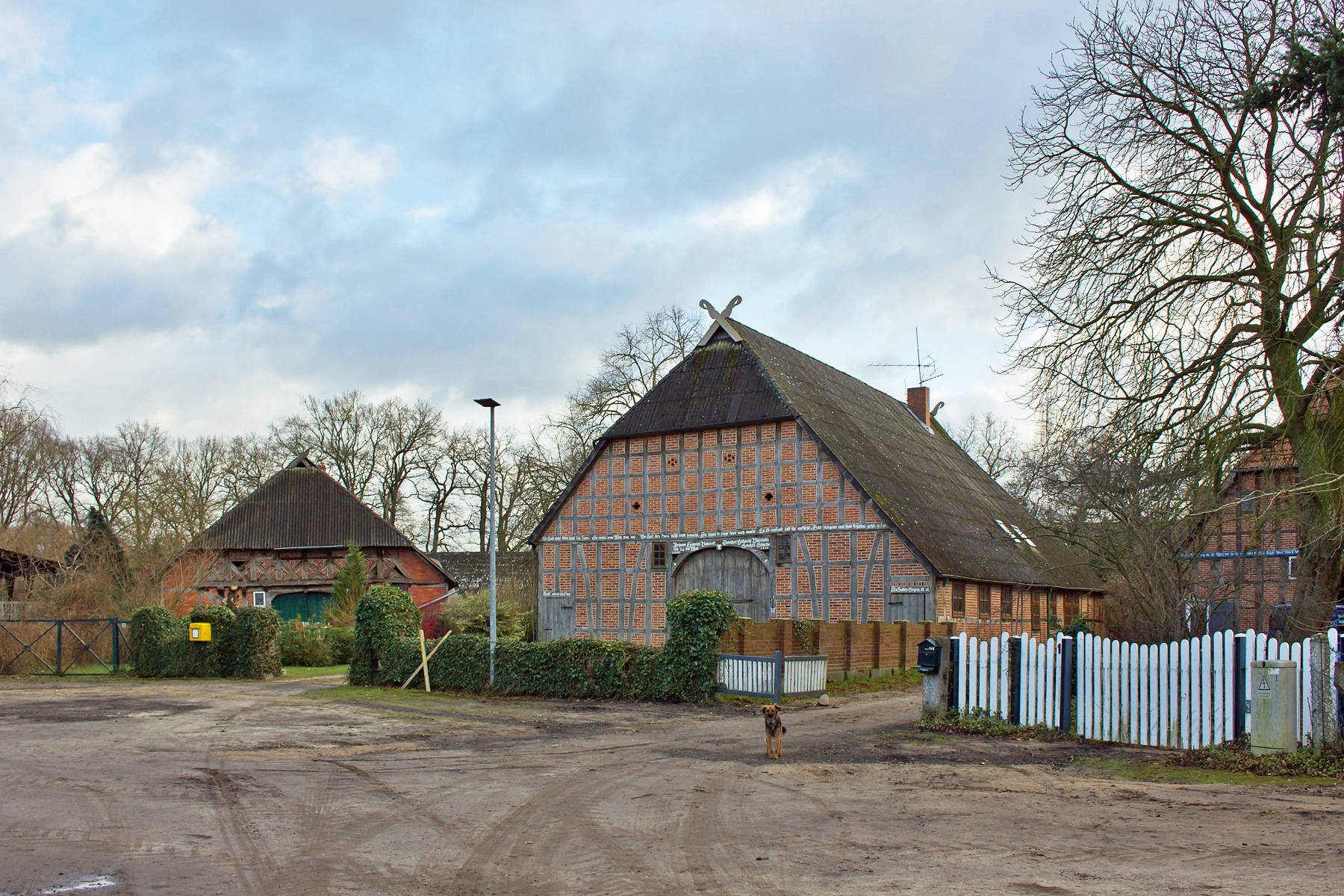
Südteil des Dorfplatzes im Rundling, u. a. mit einem Dreiständerhaus von 1811

Klein Heide gilt von der Siedlungsstruktur als besonders gut erhaltenes Beispiel eines Rundlingsdorfes in Wurtenlage. 13 Hofstellen sind streng sektorförmig radial um die Dorfmitte angeordnet. Mehrere Gebäude, darunter Zweiständerhäuser aus der Zeit um 1700, Dreiständerhäuser aus dem frühen 19. Jahrhundert und Vierständer-Hallenhäuser aus dem späten 19. Jahrhundert, sind denkmalpflegerisch von Belang, auch wenn sie im Lauf der Zeit teilweise umgebaut oder mit Neubauten ergänzt wurden.
Eine schmale Straße durchquert den Rundling west-östlich. Bei der Agrarreform im 19. Jahrhundert wurde zudem eine ringförmige Außenerschließung angelegt. Dort und östlich des Rundlings gibt es eine kleine Ortserweiterung mit jüngerer Bebauung. Bei Kriegsereignissen im Frühjahr 1945 sind im Südwesten des Rundlings die Höfe Nr. 1 bis 3 abgebrannt; nur einer davon wurde mit modernen Gebäuden wiedererrichtet. Alle Hofanlagen sind mit Scheunen und Ställen vorwiegend aus dem 19. Jahrhundert versehen. Für das Ortsbild prägend ist ferner alter Eichenbestand, der an den Siedlungsrändern auch alleeartig ausgebildet ist.

## Wirtschaft

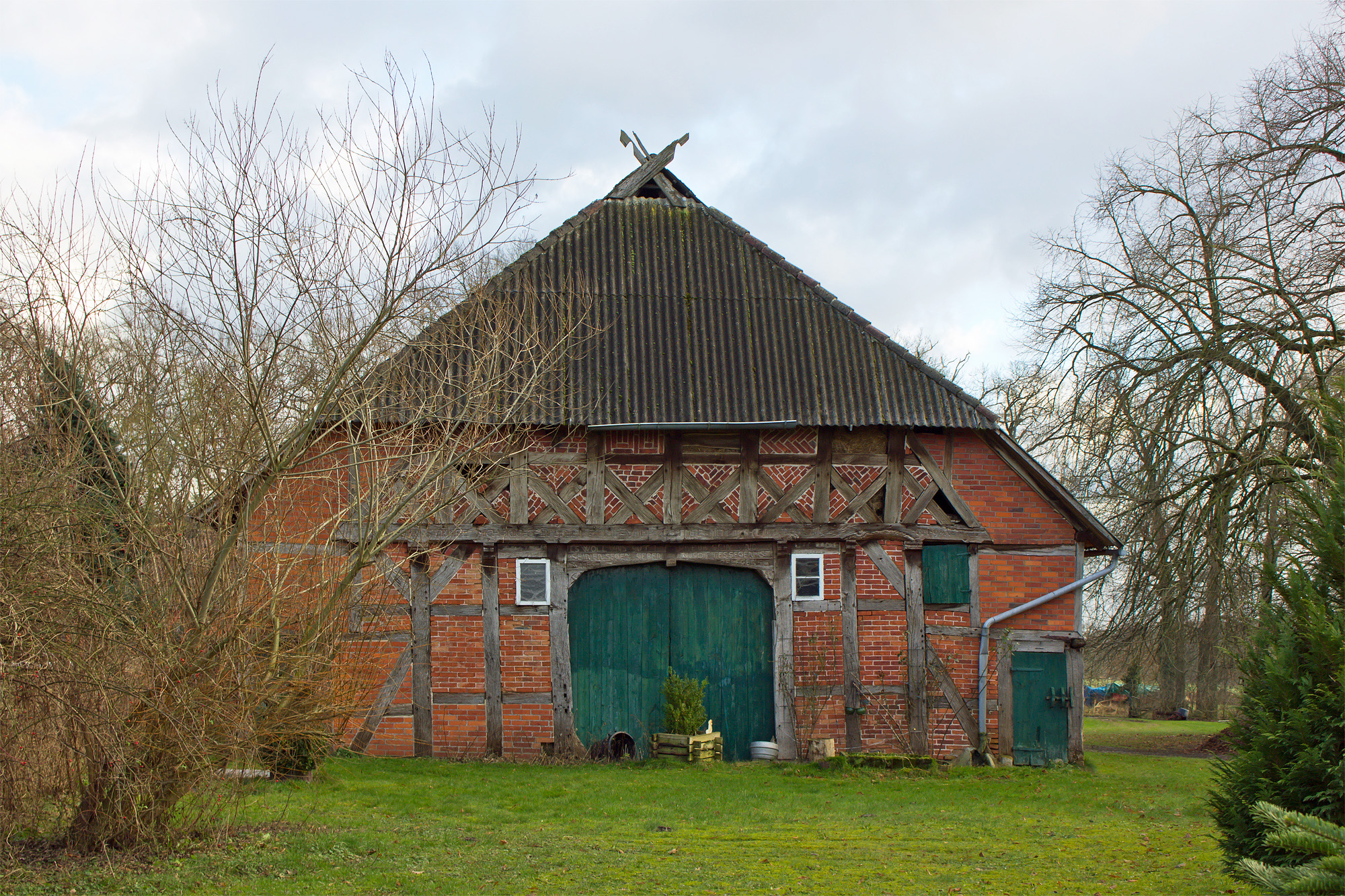
Zweiständerhaus aus der Zeit um 1700

Auch heute noch wird das Dorf von Haupterwerbs-Landwirtschaft bestimmt. Die entwässerte Jeetzelniederung und die angrenzende Niederterrasse werden vor allem ackerbaulich, zu einem geringeren Anteil als Grünland genutzt. Wald ist nur kleinflächig vorhanden.
In jüngster Zeit entstand nordwestlich des Dorfes eine Biogasanlage. Ein geplanter Schweinemast-Großstall wurde aus naturschutzrechtlichen Gründen nicht genehmigt. In der Umgebung, die als EU-Vogelschutzgebiet „Lucie“ ausgewiesen ist, kommt unter anderem die in Deutschland gesetzlich „streng geschützte“ sowie nach Roter Liste gefährdete (in Niedersachsen vom Aussterben bedrohte) Vogelart Ortolan vor.